# Roddy McDowall
Roderick Andrew Anthony Jude McDowall (Londen, 17 september 1928 – Los Angeles, 3 oktober 1998) was een Engels acteur die veelal in Amerikaans producties optrad. McDowall verscheen gedurende zijn lange carrière in zo'n 250 producties. Hij debuteerde in 1938, in de film Murder in the Family.
Hij was onder meer te zien in How Green Was My Valley, The Subterraneans (naast George Peppard, met wie hij later ook in The Third Day te zien zou zijn), The Longest Day, Cleopatra, The Poseidon Adventure en Overboard. Tevens was hij te zien in vier van de vijf delen van The Planet of the Apes (zij het in verschillende rollen) en in de op deze films gebaseerde televisieserie.
In 1960 won McDowall een Tony Award voor zijn rol in het Broadway-stuk The Fighting Cock.
Op 3 oktober 1998 overleed McDowall op 70-jarige leeftijd aan longkanker.

## Filmografie
- Murder in the Family (1938) – Peter Osborne
- Sarah Siddons (1938) – klein rolletje (niet op aftiteling)
- I See Ice (1938) – klein rolletje (niet op aftiteling)
- John Halifax (1938) – jongen
- Convict 99 (1938) – Jimmy (niet op aftiteling)
- Scruffy (1938) – jongen (niet op aftiteling)
- Yellow Sands (1938) – rol onbekend
- Hey! Hey! USA (1938) – persoon op pier (niet op aftiteling)
- Dirt (1939) – klein rolletje (niet op aftiteling)
- The Outsider (1939) – jongen (niet op aftiteling)
- His Brother's Keeper (1940) – jongen (niet op aftiteling)
- Poison Pen (1940) – koorjongen (niet op aftiteling)
- Murder Will Out (1940) – rol onbekend
- Dead Man's Shoes (1940) – jongen
- Just William (1940) – Ginger
- Saloon Bar (1940) – jongen
- You Will Remember (1941) – jonge Bob Slater
- Man Hunt (1941) – Vaner
- This England (1941) – Hugo, Normandische jongen
- How Green Was My Valley (1941) – Huw
- Confirm or Deny (1941) – Albert Perkins
- Son of Fury: The Story of Benjamin Blake (1942) – jonge Benjamin Blake
- On the Sunny Side (1942) – Hugh Aylesworth
- The Pied Piper (1942) – Ronnie Cavanaugh
- My Friend Flicka (1943) – Ken McLaughlin
- Lassie Come Home (1943) – Joe Carraclough
- The White Cliffs of Dover (1944) – John Ashwood II, als jongen
- The Keys of the Kingdom (1944) – Francis Chisholm, als jongen
- Thunderhead – Son of Flicka (1945) – Ken McLaughlin
- Molly and Me (1945) – Jimmy Graham
- Holiday in Mexico (1946) – Stanley Owen
- Rocky (1948) – Chris Hammond
- Macbeth (1948) – Malcolm
- Kidnapped (1948) – David Balfour
- Tuna Clipper (1949) – Alec MacLennan
- Black Midnight (1949) – Scott Jordan
- Killer Shark (1950) – Ted White
- Everybody's Dancin' (1950) – Cameo
- Big Timber (1950) – Jimmy
- Lux Video Theatre (televisieserie) – Pete (afl. "The Blues Street", 1951)
- Family Theatre (televisieserie) – soldaat Huntington (de professor) (afl. "Hill Number One", 1951)
- Celanese Theatre (televisieserie) – rol onbekend (afl. "Ah, Wilderness!", 1951)
- The Steel Fist (1952) – Eric Kardin
- Lux Video Theatre (televisieserie) – Bellamy Partridge (afl. "Salad Days", 1952)
- Broadway Television Theatre (televisieserie) – rol onbekend (afl. "It Pays to Advertise", 1952)
- Medallion Theatre (televisieserie) – rol onbekend (afl. "A Suitable Marriage", 1954)
- Campbell Playhouse (televisieserie) – rol onbekend (afl. "The Shy One", 1954)
- Armstrong Circle Theatre (televisieserie) – rol onbekend (afl. "My Client, McDuff", 1954)
- Robert Montgomery Presents (televisieserie) – rol onbekend (afl. "When We Are Married", 1951; "Great Expectations: Part 1 & 2", 1954)
- Kraft Television Theatre (televisieserie) – Mr. Elton (afl. "Emma", 1954)
- The Elgin Hour (televisieserie) – Jamie (afl. "Yesterday's Magic", 1954)
- Kraft Television Theatre (televisieserie) – rol onbekend (afl. "Philip Goes Forth" en "The Shop at Sly Corner", 1954; "The Silver Box", 1955)
- General Electric Theater (televisieserie) – Leprechaun (afl. "O'Hoolihan and the Leprechaun", 1956)
- Hallmark Hall of Fame (televisieserie) – rol onbekend (afl. "The Good Fairy", 1956)
- The Kaiser Aluminum Hour (televisieserie) – Clifford Howell (afl. "Gwyneth", 1956)
- Goodyear Television Playhouse (televisieserie) – rol onbekend (afl. "Buy Me Blue Ribbons", 1954; "In the Days of Our Youth", 1956; "The Treasure Hunters", 1957)
- The Alcoa Hour (televisieserie) – Max (afl. "He's for Me", 1957)
- Kraft Television Theatre (televisieserie) – rol onbekend (afl. "Philip Goes Forth", 1952; "The Shop at Sly Corner", 1954; "A Night of Rain", 1957; "The Last of the Belles", 1958)
- Matinee Theatre (televisieserie) – rol onbekend (afl. "The Vicarious Years", "Talk You of Killing?", "Rain in the Morning" en "White-Headed Boy", 1957; "Washington Square", 1958)
- Suspicion (televisieserie) – rol onbekend (afl. "The Woman with Red Hair" en "The Imposter", 1958)
- Playhouse 90 (televisieserie) – Marlow (afl. "Heart of Darkness", 1958)
- The United States Steel Hour (televisieserie) – Michel (afl. "Night of Betrayal", 1959)
- Oldsmobile Music Theatre (televisieserie) – rol onbekend (afl. "Too Bad About Sheila Troy", 1959)
- The DuPont Show of the Month (televisieserie) – Squeak (afl. "Billy Budd", 1959)
- The Tempest (televisiefilm, 1960) – Ariel
- The Twilight Zone (televisieserie) – Sam Conrad (afl. "People Are Alike All Over", 1960)
- The Subterraneans (1960) – Yuri Gilgoric
- Hallmark Hall of Fame (televisieserie) – Ariel (afl. "The Tempest", 1960)
- Midnight Lace (1960) – Malcolm
- Sunday Showcase (televisieserie) – Philip Hamilton (afl. "Our American Heritage: Not Without Honor", 1960)
- Naked City (televisieserie) – Donnie Benton (afl. "The Fault in Our Stars", 1961)
- Play of the Week (televisieserie) – rol onbekend (afl. "In a Garden", 1961)
- The Power and the Glory (televisiefilm, 1961) – Mestizo
- The Longest Day (1962) – soldaat Morris
- Cleopatra (1963) – Octavianus – Caesar Augustus
- Arrest and Trial (televisieserie) – Paul DeLoux (afl. "Journey into Darkness", 1963)
- The Alfred Hitchcock Hour (televisieserie) – Gerald Musgrove (afl. "The Gentleman Caller", 1964)
- Bob Hope Presents the Chrysler Theatre (televisieserie) – Deerfield Prescott (afl. "Wake Up, Darling", 1964)
- The Eleventh Hour (televisieserie) – Stanton Maynard/'Alec Harnes' (afl. "The Only Remaining Copy Is in the British Museum", 1964)
- Shock Treatment (1964) – Martin Ashley
- The Alfred Hitchcock Hour (televisieserie) – George (afl. "See the Monkey Dance", 1964)
- Combat! (televisieserie) – Murfree (afl. "The Long Walk", 1964)
- Kraft Suspense Theatre (televisieserie) – Robert 'Professor' Benson (afl. "The Wine-Dark Sea", 1964)
- Bob Hope Presents the Chrysler Theatre (televisieserie) – Arthur Biddle (afl. "Mr. Biddle's Crime Wave", 1964)
- Ben Casey (televisieserie) – Dwight Franklin (afl. "When I Am Grown to Man's Estate", 1965)
- The Greatest Story Ever Told (1965) – Matthew
- The Third Day (1965) – Oliver Parsons
- The Loved One (1965) – D.J. Jr.
- That Darn Cat! (1965) – Gregory Benson
- Inside Daisy Clover (1965) – Walter Baines
- Lord Love a Duck (1966) – Alan 'Mollymauk' Musgrave
- 12 O'Clock High (televisieserie) – Flight Engineer Willets (afl. "Angel Babe", 1966)
- Run for Your Life (televisieserie) – Gyula Bognar (afl. "Don't Count on Tomorrow", 1966)
- Batman (televisieserie) – The Bookworm (afl. "The Bookworm Turns" en "While Gotham City Burns", 1966)
- The Defector (1966) – Agent Adam
- It! (1966) – Arthur Pimm
- Bob Hope Presents the Chrysler Theatre (televisieserie) – Harry Carlin (afl. "The Fatal Mistake", 1966)
- The Invaders (televisieserie) – Lloyd Lindstrom (afl. "The Experiment", 1967)
- The Adventures of Bullwhip Griffin (1967) – Bullwhip Griffin
- The Cool Ones (1967) – Tony Krum
- Hallmark Hall of Fame (televisieserie) – The Dauphin (afl. "Saint Joan", 1967)
- Cricket on the Hearth (televisiefilm, 1967) – Crocket Cricket (stem)
- The Name of the Game (televisieserie) – Philip Saxon (afl. "The White Birch", 1968)
- Felony Squad (televisieserie) – Ollie Olds (afl. "The Flip Side of Fear: Part 1 & 2", 1968)
- Planet of the Apes (1968) – Cornelius
- The Legend of Robin Hood (televisieserie) – Prins John (1968)
- 5 Card Stud (1968) – Nick Evers
- It Takes a Thief (televisieserie) – rol onbekend (afl. "Boom at the Top", 1969)
- Midas Run (1969) – Wister
- Hello Down There (1969) – Nate Ashbury
- Journey to the Unknown (televisieserie) – Rollo Verdew (afl. "The Killing Bottle", 1969)
- Angel, Angel, Down We Go (1969) – Santoro
- Night Gallery (televisiefilm, 1969) – Jeremy
- The Name of the Game (televisieserie) – Earl McCorley (afl. "Why I Blew Up Dakota", 1970)
- Medical Center (televisieserie) – Carl Marris (afl. "Crisis", 1970)
- Journey to Murder (1971) – Rollo Verdew (The Killing Bottle)
- Pretty Maids All in a Row (1971) – Mr. Proffer
- Escape from the Planet of the Apes (1971) – Cornelius
- Terror in the Sky (televisiefilm, 1971) – Dr. Ralph Baird
- Bedknobs and Broomsticks (1971) – Mr. Jelk
- A Taste of Evil (televisiefilm, 1971) – Dr. Michael Lomas
- Ironside (televisieserie) – Jamie Shannon (afl. "Murder Impromptu", 1971)
- What's a Nice Girl Like You...? (televisiefilm, 1971) – Albert Soames
- Columbo: Short Fuse (televisiefilm, 1972) – Roger Stanford
- Conquest of the Planet of the Apes (1972) – Caesar
- The Delphi Bureau (televisieserie) – Harold (afl. "The Man Upstairs-The Man Downstairs Project", 1972)
- Love, American Style (televisieserie) – Marvin (afl. "Love and the Sensuous Twin", 1972)
- The Rookies (televisieserie) – Fenner (afl. "Dirge for Sunday", 1972)
- The Poseidon Adventure (1972) – Acres
- The Life and Times of Judge Roy Bean (1972) – Frank Gass
- Mission: Impossible (televisieserie) – Leo Ostro (afl. "The Puppet", 1972)
- McCloud (televisieserie) – Phil Sandler (afl. "The Park Avenue Rustlers", 1972)
- Topper Returns (televisiefilm, 1973) – Cosmo Topper Jr.
- Barnaby Jones (televisieserie) – Stanley Lambert (afl. "See Some Evil, Do Some Evil", 1973)
- The Legend of Hell House (1973) – Benjamin Franklin Fischer
- Battle for the Planet of the Apes (1973) – Caesar
- McMillan & Wife (televisieserie) – Jamie McMillan (afl. "Death of a Monster, Birth of a Legend", 1973)
- Love, American Style (televisieserie) – rol onbekend (afl. "Love and the Stutter", 1973)
- Arnold (1973) – Robert
- Miracle on 34th Street (televisiefilm, 1973) – Dr. Henry Sawyer
- The Elevator (televisiefilm, 1974) – Marvin Ellis
- Black Day for Bluebeard (televisiefilm, 1974) – Lionel Standish
- Dirty Mary Crazy Larry (1974) – George Stanton (niet op aftiteling)
- Planet of the Apes (televisieserie) – Galen (14 afl., 1974)
- Funny Lady (1975) – Bobby Moore
- The White Seal (televisiefilm, 1975) – verteller (stem)
- Police Woman (televisieserie) – Moulton (afl. "Pawns of Power", 1975)
- Mean Johnny Barrows (1976) – Tony Da Vince
- Ellery Queen (televisieserie) – The Amazing Armitage (afl. "The Adventure of the Black Falcon", 1976)
- Mowgli's Brothers (televisiefilm, 1976) – verteller/Mowgli (stem)
- Harry O (televisieserie) – Arnold Applequist (afl. "The Mysterious Case of Lester and Dr. Fong", 1976)
- Embryo (1976) – Frank Riley
- Flood! (televisiefilm, 1976) – Mr. Franklin
- Wonder Woman (televisieserie) – Prof. John Chapman (afl. "The Man Who Made Volcanoes", 1977)
- Sixth and Main (1977) – Skateboard
- The Rhinemann Exchange (miniserie, 1977) – Bobby Ballard
- The Fantastic Journey (televisieserie) – Dr. Jonathan Willoway (8 afl., 1977)
- The Feather and Father Gang (televisieserie) – Vincent Stoddard (afl. "The Mayan Connection", 1978)
- Laserblast (1978) – Dokter Mellon
- Rabbit Test (1978) – Dr. D & C Fishbine
- The Cat from Outer Space (1978) – Mr. Stallwood
- Wonder Woman (televisieserie) – Henry Roberts (afl. "The Fine Art of Crime", 1978)
- The Immigrants (televisiefilm, 1978) – Mark Levy
- The Thief of Bagdad (televisiefilm, 1978) – Hasan
- Circle of Iron (1978) – White Robe
- Fantasy Island (televisieserie) – Richard Simmons (afl. "Bowling/Command Performances", 1979)
- Flying High (televisieserie) – Joe (afl. "Eye Opener", 1979)
- Fantasy Island (televisieserie) – Gary Pointer (afl. "The Chain Gang/The Boss", 1979)
- The Love Boat (televisieserie) – Fred Bery (afl. "Like Father, Like Son/Don't Push Me/Second Chance", 1979)
- Supertrain (televisieserie) – Talcott (afl. "The Green Girl", 1979)
- Nutcracker Fantasy (1979) – Franz Fritz (stem)
- Hart to Hart (televisiefilm, 1979) – Dr. Peterson
- A Man Called Sloane (televisieserie) – Manfred Baranoff (afl. "Night of the Wizard", 1979)
- Trapper John, M.D. (televisieserie) – Eerwaarde Barnaby Box (afl. "Pilot", 1979)
- Buck Rogers in the 25th Century (televisieserie) – Gouverneur Saroyan (afl. "Planet of the Slave Girls", 1979)
- Mork & Mindy (televisieserie) – Chuck de robot (stem; afl. "Dr. Morkenstein", 1979)
- The Black Hole (1979) – V.I.N.C.E.N.T. (Vital Information Necessary CENTralized) (stem)
- Scavenger Hunt (1979) – Jenkins, de butler
- The Martian Chronicles (miniserie, 1980) – vader Stone
- The Memory of Eva Ryker (televisiefilm, 1980) – MacFarland
- The Return of the King (televisiefilm, 1980) – Samwise Gamgee (stem)
- Fantasy Island (televisieserie) – Mephistopheles (afl. "The Devil and Mandy Breem/The Millionaire", 1980; "Devil and Mr. Roarke/Ziegfeld Girls/Kid Corey Rides Again", 1981)
- Charlie Chan and the Curse of the Dragon Queen (1981) – Gillespie
- The Million Dollar Face (televisiefilm, 1981) – Derek Kenyon
- Twilight Theater (televisiefilm, 1982) – rol onbekend
- Evil Under the Sun (1982) – Rex Brewster
- Mae West (televisiefilm, 1982) – Rene Valentine
- Class of 1984 (1982) – Terry Corrigan
- Fantasy Island (televisieserie) – Christopher Lantree (afl. "The Angel's Triangle/Natchez Bound", 1982)
- Small & Frye (televisieserie) – Prof. Vermeer (afl. "Pilot", 1983)
- Tales of the Gold Monkey (televisieserie) – Bon Chance Louie (19 afl., 1982–1983)
- Faerie Tale Theatre (televisieserie) – verteller (afl. "Rapunzel", 1983)
- This Girl for Hire (televisiefilm, 1983) – Manfred Hayes
- The Zany Adventures of Robin Hood (televisiefilm, 1984) – Prins John
- Hotel (televisieserie) – Anthony Spears (afl. "Intimate Strangers", 1984)
- Murder, She Wrote (televisieserie) – Dr. Alger Kenyon, PHD (afl. "School for Scandal", 1985)
- Zoo Ship (1985) – rol onbekend (stem)
- Hollywood Wives (miniserie, 1985) – Jason Swandle
- Fright Night (1985) – Peter Vincent
- Alice in Wonderland (televisiefilm, 1985) – The March Hare
- George Burns Comedy Week (televisieserie) – rol onbekend (afl. "Christmas Carol II the Sequel", 1985)
- Bridges to Cross (televisieserie) – Norman Parks (afl. "Memories of Molly", 1986)
- GoBots: War of the Rock Lords (1986) – Nuggit (stem)
- Dead of Winter (1987) – Mr. Murray
- Matlock (televisieserie) – Christopher Hoyt (afl. "The Chef", 1987)
- The Wizard (televisieserie) – H.E.N.R.I. (stem; afl. "H.E.N.R.I. VIII", 1987)
- The Wind in the Willows (televisiefilm, 1987) – Ratty (stem)
- Overboard (1987) – Andrew
- Doin' Time on Planet Earth (1988) – Dominee
- Remo Williams (televisiefilm, 1988) – Chiun
- Fright Night Part II (1988) – Peter Vincent
- Heroes Stand Alone (1989) – rol onbekend
- Murder, She Wrote (televisieserie) – Gordon Fairchild (afl. "Fire Burn, Cauldron Bubble", 1989)
- Matlock (televisieserie) – Don Mosher (afl. "The Starlet", 1989)
- Around the World in 80 Days (miniserie, 1989) – McBaines
- Cutting Class (1989) – Mr. Dante
- Camp Candy (televisieserie) – rol onbekend (stem, 1989)
- The Big Picture (1989) – Rechter
- Shakma (1990) – Sorenson
- Nightmare Classics (televisieserie) – Inspecteur Amos (afl. "Carmilla", 1990)
- Going Under (1990) – Secretary Neighbor
- Earth Angel (televisiefilm, 1991) – Mr. Tatum
- An Inconvenient Woman (televisiefilm, 1991) – Cyril Rathbone
- Deadly Game (televisiefilm, 1991) – Dr. Aaron
- The Naked Target (1992) – Ernest Peabody
- Double Trouble (1992) – Phillip Chamberlin
- The New Lassie (televisieserie) – Andrew Leeds (afl. "Guess Who's Coming to Breakfast, Lunch and Dinner?", 1990; "Leeds, the Judge", 1991; "A Will and a Way", 1992)
- Quantum Leap (televisieserie) – Edward St. John V (afl. "A Leap for Lisa – June 25, 1957", 1992)
- The Sands of Time (televisiefilm, 1992) – Alan Tucker
- Heads (televisiefilm, 1993) – Fibris Drake
- Angel 4: Undercover (1993) – Geoffrey Kagen
- The Evil Inside Me (1993) – Pauly
- The Pirates of Dark Water (televisieserie) – Niddler (stem; 21 afl., 1991–1993)
- Dream On (televisieserie) – Bob Jeffers (afl. "Depth Be Not Proud", 1993)
- Darkwing Duck (televisieserie) – Sir Quackmire Mallard/additionele stemmen (stem; afl. "Inherit the Wimp", 1993)
- Swat Kats: The Radical Squadron (televisieserie) – Lenny Ringtail/Madkat (stem; afl. "Enter the Madkat", 1993)
- The Color of Evening (1994) – Henry Seaton
- Galaxy Beat (1994) – Cod
- Red Planet (miniserie, 1994) – hoofdmeester Marcus Howe (stem)
- Hart to Hart: Home Is Where the Heart Is (televisiefilm, 1994) – Jeremy Sennet
- Burke's Law (televisieserie) – Maurice Gillette (afl. "Who Killed Alexander the Great?", 1994)
- Mirror, Mirror 2: Raven Dance (1994) – Dr. Lasky
- The Tick (televisieserie) – The Breadmaster (stem; afl. "The Tick vs. the Breadmaster", 1994)
- Batman (televisieserie) – Dr. Jervis Tetch/The Mad Hatter (stem; afl. "Mad as a Hatter" en "Perchance to Dream", 1992; "The Worry Men", 1993; "Trial" en "Lock-Up", 1994)
- Star Hunter (video, 1995) – Riecher
- The Alien Within (televisiefilm, 1995) – Dr. Henry Lazarus
- The Grass Harp (1995) – Amos Legrand
- Last Summer in the Hamptons (1995) – Thomas
- Gargoyles: The Goliath Chronicles (televisieserie) – Proteus (stem; afl. "Seeing Isn't Believing", 1996)
- It's My Party (1996) – Damian Knowles
- Gargoyles (televisieserie) – Proteus (stem; afl. "The New Olympians", 1996)
- Duckman: Private Dick/Family Man (televisieserie) – Akers (stem; afl. "Apocalypse Not", 1996)
- Dead Man's Island (televisiefilm, 1996) – Trevor Dunnaway
- Remember WENN (televisieserie) – Giles Aldwych (afl. "Don't Act Like That", 1996)
- Unlikely Angel (televisiefilm, 1996) – Sint Petrus
- Loss of Faith (televisiefilm, 1997) – Henry Stokes
- The Second Jungle Book: Mowgli & Baloo (1997) – Koning Murphy
- When It Clicks (1998) – rol onbekend
- Something to Believe In (1998) – gokker
- Pinky and the Brain (televisieserie) – Snowball (stem; 6 afl., 1996–1998)
- The New Batman Adventures (televisieserie) – Dr. Jervis Tetch/The Mad Hatter (stem; afl. "Over the Edge" en "Animal Act", 1998)
- Superman (televisieserie) – Dr. Jervis Tetch/The Mad Hatter (stem; afl. "Knight Time", 1998)
- A Bug's Life (1998) – Mr. Soil (stem)
- A Bug's Life (computerspel, 1998) – Mr. Soil (stem)
- Godzilla: The Series (televisieserie) – Dr. Hugh Trevor (stem; afl. "Deadloch", 1999)

- Bibsys: 4109183
- Biblioteca Nacional de España: XX1175363
- Bibliothèque nationale de France: cb13897295k (data)
- CiNii: DA05652778
- Gemeinsame Normdatei: 131513109
- International Standard Name Identifier: 0000 0000 6302 6831
- Library of Congress Control Number: n85327104
- MusicBrainz: b7e026d6-87e5-47cb-b3c0-c226025601bc
- Nationale Bibliotheek van Tsjechië: xx0049045
- Nationale bibliotheek van Australië: 35339958
- Nationale Bibliotheek van Israël: 987007446212405171
- Nationale Bibliotheek van Polen: a0000001646308
- Nederlandse Thesaurus van Auteursnamen: 071343105
- PIC: 334818
- RKD-Nederlands Instituut voor Kunstgeschiedenis: 407842
- SNAC: w6xd1q1v
- Système universitaire de documentation: 059314257
- Trove: 917775
- Virtual International Authority File: 69116230
- WorldCat: E39PBJdmg96Y7mBKhWB69pwKVC